# Fromia indica
Fromia indica is een zeester uit de familie Goniasteridae.
De wetenschappelijke naam van de soort werd in 1869 gepubliceerd door Edmond Perrier.